# Tonino Carotone
Tonino Carotone, de son vrai nom Antonio de la Cuesta (né le 9 janvier 1970 à Burgos), est un chanteur et auteur-compositeur-interprète espagnol, ancien membre du groupe de punk rock Kojón Prieto y los Huajolotes. 

## Biographie
Antonio de la Cuesta passe son enfance et la majeure partie de sa jeunesse à Barañáin et Pampelune (Navarre). Son pseudonyme rend hommage au chanteur napolitain des années 1930 Renato Carosone dont il reprend la célèbre Tu vuò fà l'americano en 1999. 

## Discographie

### Albums studio
- 1999 : Mondo difficile
- 2003 : Senza ritorno
- 2008 : Ciao mortali